# Robert Ritter von Greim
Robert Ritter von Greim (tên khai sinh là Robert Greim; sinh ngày 22 tháng 6 năm 1892 – mất ngày 24 tháng 5 năm 1945) là một Thống chế Đức và là phi công "Ách" trong Chiến tranh thế giới thứ nhất. Vào tháng 4 năm 1945, trong những ngày cuối cùng của Thế chiến II, Adolf Hitler đã bổ nhiệm Greim làm Tổng tư lệnh Luftwaffe (Không quân Đức) sau khi Hermann Göring bị cách chức vì tội phản quốc. Ông được biết đến với tư cách là người cuối cùng từng được thăng cấp Thống chế trong tất cả lực lượng vũ trang Đức. Sau khi Đức Quốc Xã đầu hàng vào tháng 5 năm 1945, Greim bị quân Đồng Minh bắt. Ông đã tự sát trong một nhà tù của người Mỹ vào ngày 24 tháng 5 năm 1945.